# قبيلة بني هلبا

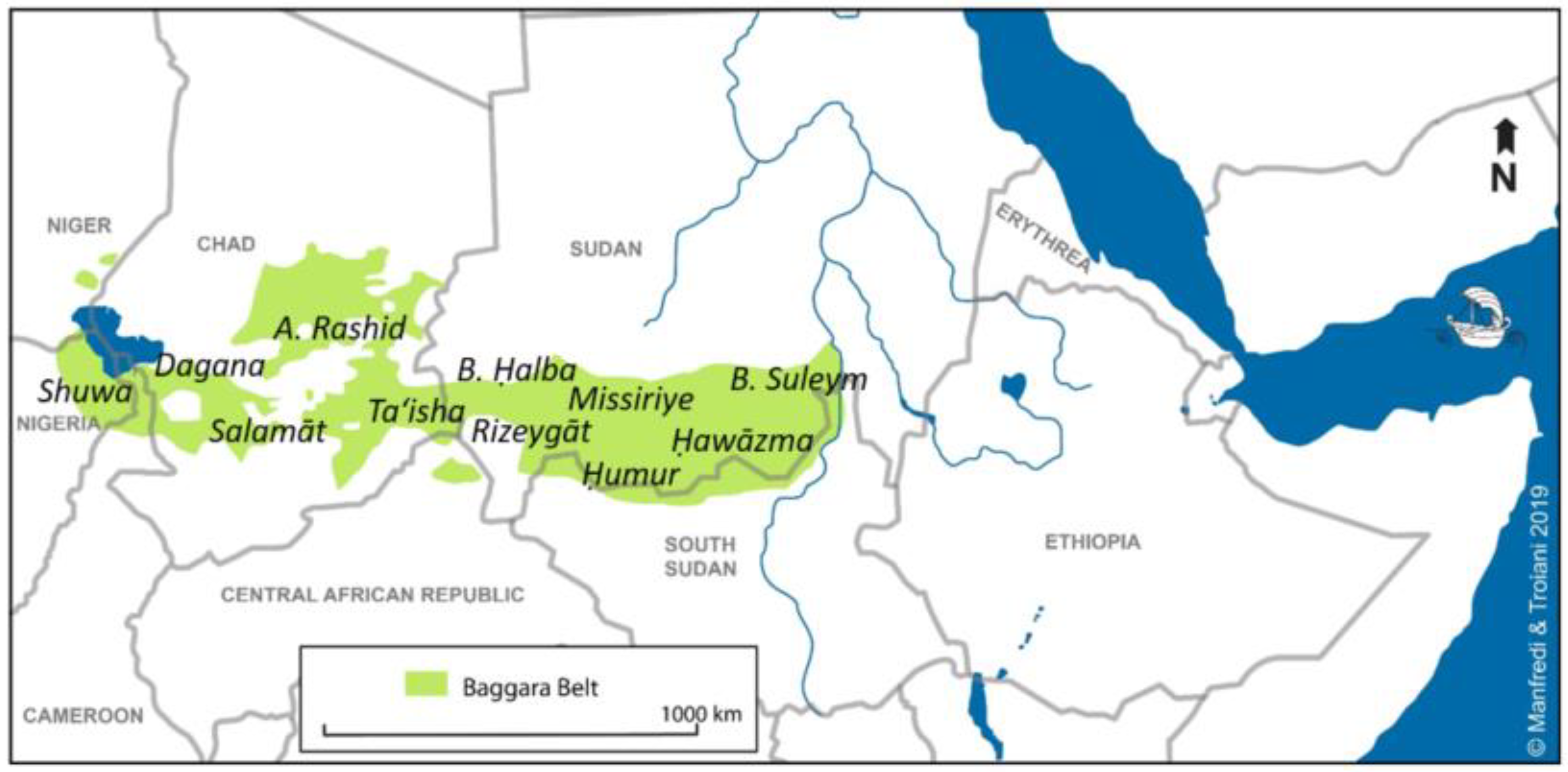
حزام البقارة وقبائله الرئيسية من بينها بنو هلبا(Bānu Ḥalba tribe)

بني هلبا هي مجموعة عربية تقع في غرب السودان في منطقة دارفور .يرجع نسبها إلى جذام من نسل كهلان بن قحطان. و قد هاجروا من اليمن بعد خراب سد مأرب. من ثم هاجر جدهم جمعان العويصي خلال التغريبة الهلالية و استقر بدارفور بحثاً عن المراعي. و يعود تاريخ دخولهم إلى السودان لعدة قرون مضت . وتنقسم القبيلة  إلى قسمين رئيسيين هما أبناء جابر و أبناء جبارة و تحتهما تندرج عدة عشائر منها غياث و الميساوية و العشارية و الرجبية و العلاونة و الحزازرة و اولاد علي و اولاد غانم و اولاد نمر و بني منضور و الزناتيت .
لهم حواضر و مدن في دارفور مثل عد الفرسان و درقلة و الصراخ و أم لباسة و ماركندي و ديري و غيرها .
وخارج دارفور يتمركزون في الجزيرة أبا و كوستي بالنيل الأبيض و منطقة أبو حجار و الليونة بولاية سنار . و لهم عموديات عديدة خارج دارفور .
في العام 1955 قام ناظر القبيلة آنذاك عبدالرحمن دبكة عليه رحمة الله بتقديم مقترح الاستقلال من داخل البرلمان
بني هلبة واحدة من الجماعات الكبيرة في دارفور الكبرى وتعتبر من مجموعة البقارة و هي مصطلح يطلق على رعاة البقر؛ جنبا إلى جنب مع الهبانية والرزيقات و التعايشة و غيرهم . ومنحت اراضي كبيرة (حاكورة) في جنوب دارفور من قبل سلاطين دارفور المستقلين و تحت قيادتها تعيش أكثر من 20 قبيلة. خلال 1980. تكرار الجفاف في تشاد دفع عدة من عشائر بني هلبا التي هاجرت سابقاً إلى تشاد دفعتها للعودة شرقاً والانضمام إلى البني هلبا في السودان ما بين الجنينة و كبكابية و كتم. في عام 1991 أرسل الجيش الشعبي لتحرير السودان. الذي خاض بعد ذلك الحرب الأهلية السودانية الثانية في جنوب البلاد. قوة تحت قيادة داود بولاد لتوسيع الصراع إلى دارفور.  ونتيجة لذلك. أعيدت تسمية بلدة عِد الغنم بعِد الفرسان (عِد الفرسان).
القبيلة لها وجود كبير في كل من السودان في الغرب و الوسط و كذلك بعض العشائر المستوطنة في تشاد و التي هاجرت من السودان .
مع اندلاع الصراع في دارفور في بداية العقد الأول من القرن الحادي والعشرين. حاولت الحكومة السودانية إقناع الهادي عيسى دبكة بدمج بني هلبا مع الجنجويد. رفض دبكة. مشيراً إلى أنه سيدافع عن نفسه إذا هوجم على أرض بني هلبا.  إلا أن هذا بطبيعة الحال لا يعبر عن منهج متبع من قبل القبيلة.